# Józef Strumiłło (1820–1858)
Józef Strumiłło herbu Nałęcz (ur. 1820, zm. 1858) – prawnik, urzędnik, ziemianin, propagator nowoczesnego ogrodnictwa.
Ukończył Instytut Szlachecki we Wilnie, a następnie prawo (jako kandydat) i nauki przyrodnicze (z tytułem magistra) na uniwersytecie w Dorpacie. Po powrocie do Wilna był od 1838 urzędnikiem kancelistą w państwowym kolegium ewangelicko-reformowanym. Od 1839 kolegiacki registrator, w 1841 przeniesiony do Kancelarii Wojennego Generał-Gubernatora Wileńskiego, Grodzieńskiego, Mińskiego i Kowieńskiego. W 1846 został na własną prośbę zwolniony i objął posadę urzędnika kancelaryjnego sądu powiatowego w Święcianach. W latach 1849–1853 był sekretarzem Pocztowym Inspektora V Okręgu. 
Ziemianin właściciel dóbr Świeblany w powiecie święciańskim, a od 1847 odziedziczonych dóbr Skarkokłanice w pow. wiłkomierskim i zakładu ogrodniczego "Ogród Strumiłły" w Wilnie. Wzorem ojca był propagatorem nowoczesnej sztuki ogrodniczej w Ziemiach Zabranych. Był członkiem korespondentem Galicyjskiego Towarzystwa Gospodarskiego (1848–1858).

## Rodzina
Urodził się w rodzinie ziemiańskiej, syn działacza niepodległościowego i prekursora ogrodnictwa Józefa i Ludwiki z Libeltów. Dwukrotnie żonaty 1) z pierwszą żoną nieznanego imienia miał synów Ludwika (ur. 18 stycznia 1845), Józefa (ur. 6 lutego 1948) i córkę Julię (ur. 13 kwietnia 1846) 2) z Marią z Korwin-Sarneckich (ur. 1820), z którą miał dzieci Jana (ur. 1854), Felicję (ur. 1855), Marię i Lucyllę.